# Le Prophétionnel
Le Prophétionnel est une série de fantasy parodique de l'écrivain français Pierre Grimbert. Les deux premiers tomes, La Théorie du Bouclier et Le Trône du Dahu sont disponibles, les volumes suivants sont à paraître. L'ouvrage multiplie les clins d'œil aux précédents cycles de l'auteur, on trouve même une allusion au film Rain Man dans le tome 2. 

## Résumé
Le bon chevalier Ulser de Brise-Camail, pour épouser la belle Migrene, est forcé d'accomplir un exploit digne des plus grands. Mais l'ère de ce monde n'est plus à l'héroïsme, et aucune quête épique ne se présente à l'héroïque et naïf chevalier. Malgré tout, celui-ci, en demandant conseil à la sorcière Mercedes, réussit à trouver le moyen de provoquer un grand chamboulement dans la trame du destin. C'est le début d'une longue réaction en chaîne qui va entraîner contre son gré Ulser dans une série d'aventure plus effarantes les unes que les autres, dont il se tirera souvent par les moyens les plus inattendus...

## Description de l'Univers
Le monde dans lequel évoluent les personnages est constitué de plusieurs continents, tous unifiés par une seule et même langue. Les individus normaux mettent des semaines pour voyager d'un continent à l'autre, mais les magiciens peuvent facilement changer d'endroit en une seule nuit grâce à l'utilisation des cromlechs. 
Le royaume dont est originaire le chevalier Ulser se nomme Gangrene (un nom qu'on notera comme soigneusement choisi dans la lignée des Ulser, Migrene et autres Escar...), sa capitale étant Calendula. Une région notable de ce pays est celle des Vimoulins, où une légende raconte qu'une personne qui y passe sans être fiancé ne trouvera jamais l'âme sœur. 
Au nord se trouve le pays des amazones, dont est originaire la guerrière Maline qui rejoindra le groupe des héros.
On trouve aussi dans cet univers toute une faune de créatures, parfois assez inattendues: 
- Les nosferati, des humanoïdes s'approchant des chauves-souris, et dont certains individus possèdent des pouvoirs de prédiction.
- Les nains fantômes, gardant une passe et posant des énigmes aux voyageurs sans savoir qu'ils sont morts.
- Les trollaks, créatures peu portées sur les activités cérébrales, protégeant le repaire du sage Mausaurus.
- Les dragons, la plupart ayant dépassé le stade de la sénilité.
- Les dahus, oiseaux de légende dont une patte est plus courte que l'autre afin de pouvoir marcher à flanc de colline.
- Les elfes, qui peuvent se transformer en femme quand ils le désirent dans leur vie (ce qui modifie la portion de sang elfique qu'il possèdent, cf l'explication que donne Ulser dans le volume 2, Le Trône du Dahu).
- Les diablotins, des petits démons vicieux possédant d'importants pouvoirs, utilisés par les sorciers qui s'en servent pour accroître la puissance de leur magie.

## Principaux Personnages

### Le Groupe
- Ulser de Brise-Camail (plus tard surnommé Le Prophétionnel), chevalier au tempérament naïf, mais pas méchant pour un sou.
- Mercédès, puissante magicienne souvent agressive et cynique envers ses compagnons, épouse de Roméo.
- Roméo, puissant magicien au comportement souvent plus que lubrique, époux de Mercédès.
- Escar, treizième fils d'un treizième fils, voleur particulièrement maladroit, mais très chanceux, prêté par sa Guilde au groupe pour s'en débarrasser.
- Maline, amazone du Nord, encore plus naïve qu'Ulser, envoyée par son peuple découvrir le reste du monde de ses propres yeux.
- Fimosis, barde appelé par une prophétie obscure à devenir un seigneur nécromant, mais cette courbe du destin sera empêchée par le reste du groupe qui lui ôtera sa pierre de pouvoir, mais pas ses fantasmes de puissance absolue.

### Autres
- Haro de Brise-Camail, père d'Ulser, baron lunatique du pays de Gangrene.
- Rohand le Pureux, ennemi juré d'Ulser
- La Harpie, il s'agit de la sorcière personnelle de Rohand le Pureux.
- La Pythie, une nosferatie alcoolique capable de prédire l'avenir.
- Boggus, autre enchanteur, et rival amoureux de Roméo.

## Éditions
Les deux premiers volumes La Théorie du Bouclier et Le Trône du Dahu sont tous deux disponibles aux Éditions Octobre.